# Горбатый мост (Вологда)
Горбатый мост — автомобильно-пешеходный путепровод в городе Вологде через железнодорожные пути. Соединяет площадь Бабушкина, улицы Мира и Галкинскую с Пошехонским шоссе.
Первоначальный виадук Пошехонского тракта построен в 1912 году на железобетонных опорах с покрытием проезжей части булыжным камнем. Современный мост построен не в 1967 году, а в начале 1980-х годов (В книге Соколова В. И. имеется в виду путепровод на улице Панкратова через железнодорожную ветку на ГПЗ-23). При строительстве моста было засыпано Богородское (Глинковское) кладбище.